# Fecsegő tipegők (televíziós sorozat, 1991)

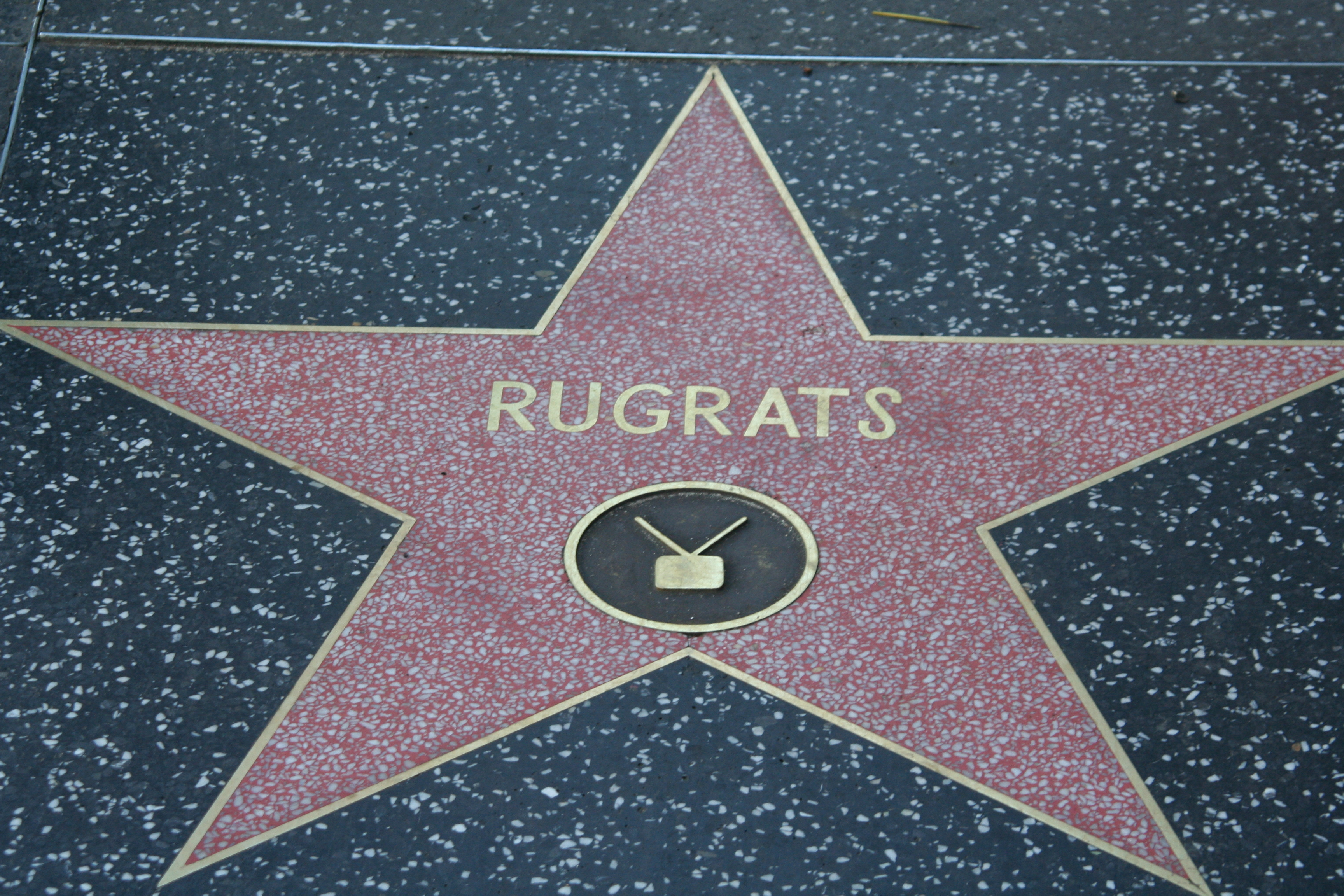
A Fecsegő tipegők csillaga a hollywoodi Walk of Fame-en

A Fecsegő tipegők (eredeti cím: Rugrats) amerikai televíziós rajzfilmsorozat, amelyet Arlene Klasky, Csupó Gábor és Paul Germain alkotott. A forgatókönyvet Joe Ansolabehere és Jon Cooksey írta, Howard E. Baker és Craig Bartlett rendezte, a zenéjét Rusty Andrews, Robert Mothersbaugh, Denis M. Hannigan és Mark Mothersbaugh szerezte. Amerikában a Nickelodeon vetítette. Magyarországon szintén a Nickelodeon sugározta, és az MTV2 és a Minimax adta le.
A rajzfilm sorozat eredetileg négy olyan kisgyermek életét mutatja be humoros hangvétellel, akik a  „tipegő” kor körül járnak (a járni tanulás időszaka, 1–2 évesen), valamint a családtagjaik és barátaik is szerepelnek. A négy kisbaba: a még kopasz Tommy (Tommy Pickles), a főszereplő; valamint társai: a vörös hajú Chuckie (Chuckie Finster), valamint a szomszédból gyakran látogatóba érkező ikrek: Phil (Phillip DeVille) és Lil (Lillian DeVille). Gyakran feltűnik még egy ötödik gyerek is, Tommy unokatestvére az idősebb korú (3 éves), szőke hajú Angelica (A. Pickles), aki természetesen általában undok a kicsikkel. A gyermekek „baba-nyelven” tudnak egymással kommunikálni, amit ők és Angelica, valamint a nézők is megértenek, de a rajzfilmbeli felnőttek nem nagyon. A babák sokkal jobban ugyan, de szintén korlátozottan értik a felnőtt-beszédet, számos mókás félreértést eredményezve.
A sorozat tulajdonképpen egy gyermekeket és felnőtteket egyaránt megcélzó animált szituációs komédia, az eszközei és humora azonban – pont a korosztályi sajátosságok miatt – finomabbak, árnyaltabbak. A magyarországi televíziókban bemutatott legismertebb amerikai komédiákhoz képest kevésbé harsányak.

## Szereplők
- Diane "Didi" Kropotkin-Pickles – Melanie Chartoff  (hang)
- Andrew "Drew" Pickles (hang) – Michael Bell (hang)
- Elizabeth "Betty" DeVille – Kath Soucie (hang)
- Taffy – Amanda Bynes (hang)
- Bucky – Andy Houts (hang)
- Miss Weemer – Vicki Lewis (hang)
- Marvin Finster – Stacy Keach (hang)
- Charles "Chuckie" Finster – Nancy Cartwright (hang)
- Timmy McNulty – Tara Strong (hang)

## Magyar változat
Magyar hangok
- Tommy – Detre Annamária, Csere Ágnes
- Chuckie – Görög László, Bardóczy Attila, Vida Péter, Szokol Péter
- Phil – Lippai László, Bartucz Atilla, Seszták Szabolcs
- Lil – Kiss Erika, Somlai Edina, Dögei Éva
- Angelica – Kiss Erika
- Stu – Harsányi Gábor, Varga T. József
- Didi – Zsurzs Kati
- Drew – Kassai Károly, Várkonyi András
- Charlote – Illyés Mari, Molnár Zsuzsa
- Nagypapa – Kenderesi Tibor, Makay Sándor, Dobránszky Zoltán
- Chas – Wohlmuth István, Pusztaszeri Kornél, Holl Nándor, Fazekas István
- Howard – Rosta Sándor, Várkonyi András, Kapácsy Miklós
- Betty – Zsolnai Júlia
  - További szinkronhangok: Ábrahám Edit, Bíró Anikó, Csőre Gábor, Csuha Lajos, F. Nagy Zoltán, Fodor Zsóka, Garai Róbert, Győri Ilona, Gyurity István, Horkai János, Imre István, Kárpáti Tibor, Koffler Gizi, Lázár Sándor, Mánya Zsófi, Mics Ildikó, Molnár Levente, Németh Gábor, Németh Kriszta, Riha Zsófi, Seder Gábor, Simon Aladár, Simonyi Balázs, Végh Ferenc, Zsigmond Tamara
- Szöveg: Bajomi András, Kiss Katalin, Markó Beáta, Szojka László
- Hangmérnök: Hajzler László, Hegyesi Ákos, Környei Péter, Papp Zoltán István, Varga Zita
- Vágó: Talpas Iván, Wienrotter Gábor
- Gyártásvezető: Katócs Kati, Lajtai Erzsébet, Szőke Szilvia
- Szinkronrendező: Bursi Katalin, Gaál Erika, Mihályfalvi Mihály, Szalay Éva

## A tévéfilmsorozat alapján készült mozifilmek
- A Rugrats mozi – Fecsegő tipegők (1998, The Rugrats Movie)
- A fecsegő tipegők Párizsban (2000, Rugrats in Paris: The Movie)
- Fecsegő tipegők – A vadon szaga (2003, The Rugrats Go Wild)